# Gonia setifacies
Gonia setifacies là một loài ruồi trong họ Tachinidae.